# 福新面粉五厂旧址
福新面粉五厂旧址，位于中华人民共和国湖北省武汉市硚口区宗关街道，是武汉市文物保护单位。

## 文物保护情况
2011年3月21日，被武汉市人民政府评为第五批武汉市文物保护单位。
其作为文物的保护范围为：福新面粉五厂旧址本体及周围一定范围。四至：以厂房旧址外墙为界，东、北面各向外延伸20米，南面向外延伸19米至沿河大道北侧规划道路红线，西面向外延伸3米规划道路中线。
其作为文物的建设控制地带为：以保护范围四至为界，东、北面各向外延伸20米，南面延伸15米至沿河大道规划道路中线，西面与保护范围边界重合。